# Brunnenbuberl (Münchner Altstadt)

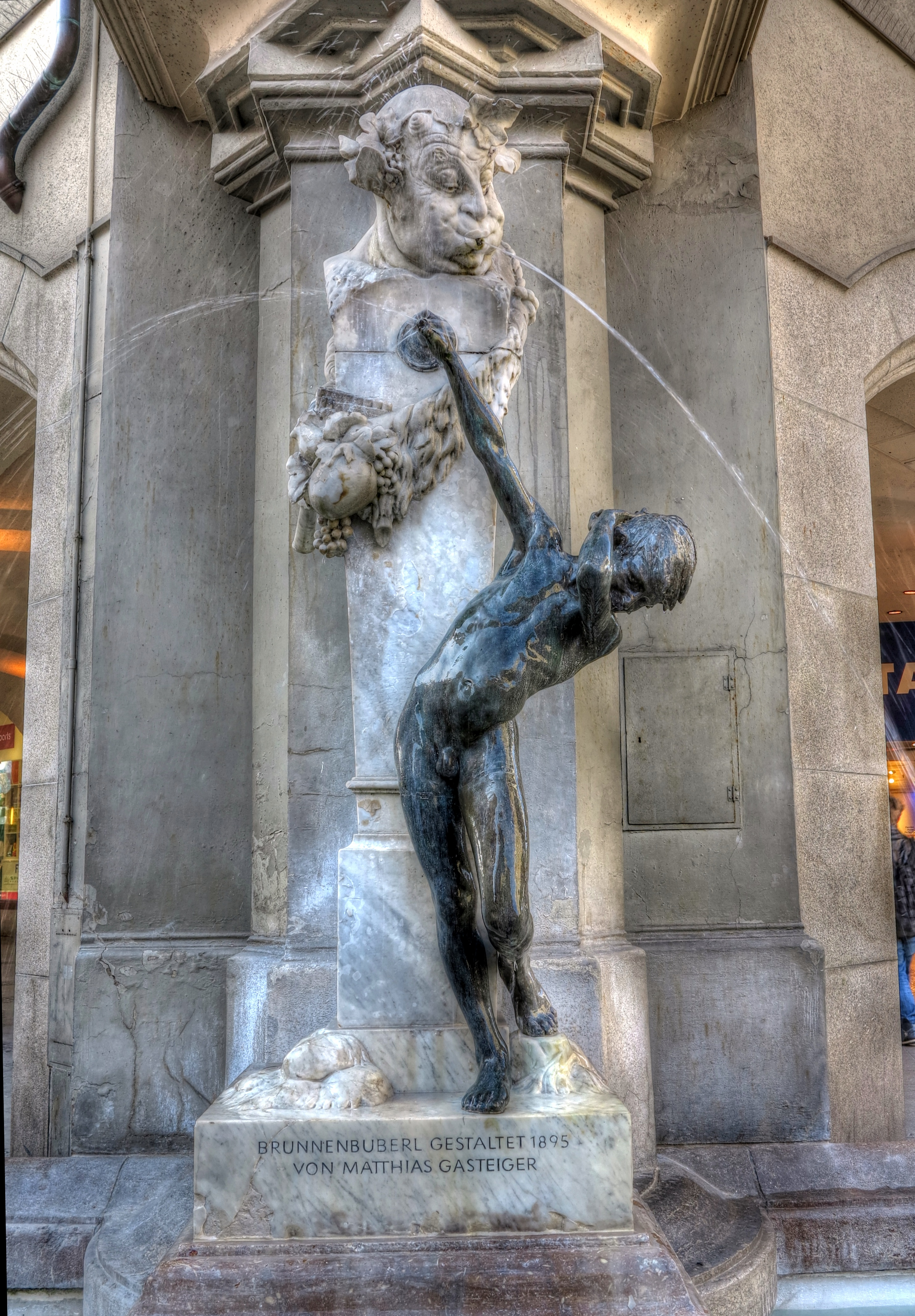
Das Brunnenbuberl an seinem neuen Platz in der Neuhauser Straße

Das Brunnenbuberl, auch bekannt als Gasteigerbrunnen, ist ein Brunnen in München, der erstmals am 22. September 1895 hinter dem großen Kiosk am Stachus in den damaligen Grünanlagen entlang der Sonnenstraße aufgestellt wurde. Heute befindet er sich am westlichen Ende der Neuhauser Straße. Die Skulptur wurde von dem Münchner Bildhauer Mathias Gasteiger geschaffen.
Das Brunnenbuberl spritzt Wasser auf einen Jungen. Dieses humorvolle und spielerische Motiv markiert Gasteigers Hinwendung zum Jugendstil. Die Brunnengruppe wurde mit mehreren Auszeichnungen geehrt, darunter eine Goldmedaille auf der Internationalen Kunstausstellung 1892 im Münchner Glaspalast, auf der die Brunnenskulptur das erste Mal vorgestellt wurde.
Im Mai 1919 wurde die Skulptur während der Niederschlagung der Novemberrevolution von einigen Kugeln getroffen. Wegen Umgestaltungen der Sonnenstraße wurde der Brunnen 1964 abgebaut und eingelagert. Am 28. September 1971 erfolgte die Wiederaufstellung in der Fußgängerzone am Karlstor, wo er seither als Trinkwasserspender dient.

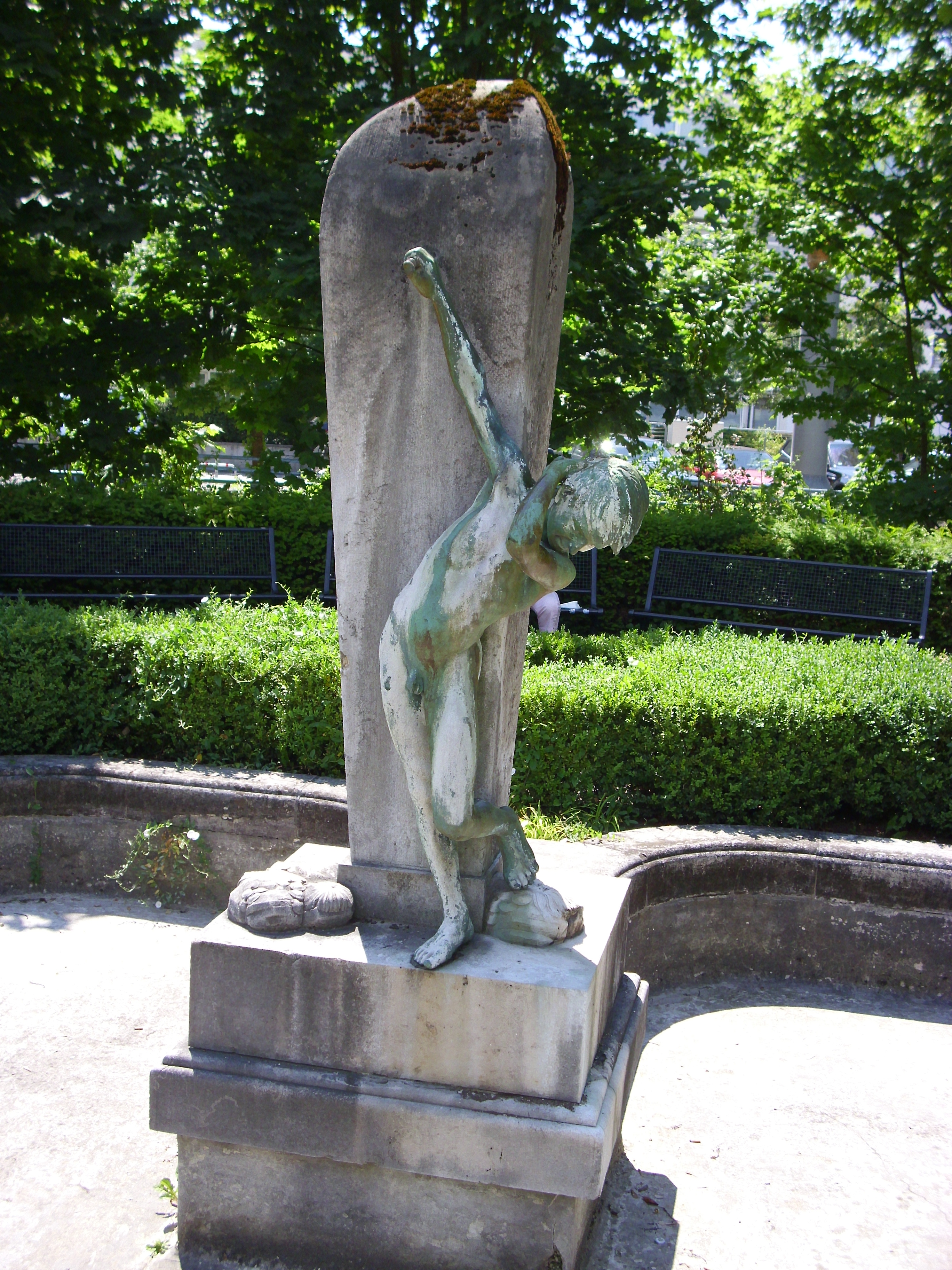
Beschädigtes Brunnenbuberl in Erlangen

Weitere Exemplare des Brunnenbuberl von Gasteiger befinden sich im Zoologischen Garten Berlin vor der Waldschänke und am Maximiliansplatz in Erlangen, wobei letzteres beschädigt ist.